# Der Staatsanwalt klagt an
Der Staatsanwalt klagt an ist ein deutsches Stummfilmdrama aus dem Jahre 1928 von Adolf Trotz und dem Kameramann Theodor Sparkuhl mit Bernhard Goetzke in der Titelrolle eines durch eigene Erfahrungen geläuterten, unbarmherzigen Juristen.

## Handlung
Staatsanwalt Leander ist dafür bekannt, mit harter Hand und unnachgiebiger Harte Plädoyers abzugeben und drakonische Strafen, gern auch die Todesstrafe, für jeden angeklagten Delinquenten zu fordern. Eines Tages soll er durch ein persönliches Erlebnis am eigenen Leibe spüren, wie diffizil und vielschichtig manche rechtliche Bewertung ist. Liebe und Leidenschaft, Hass und Eifersucht können nämlich selbst den rechtschaffensten Menschen zu Handlungen hinreißen, die sie im Normalfall niemals begehen würden. Ergo: Nicht jeder, der ein Verbrechen begeht muss deshalb auch ein Verbrecher sein.
Nach dieser gemachten Erfahrung agiert Leander beim nächsten Fall milder und plädiert bei einem Angeklagten, den eifersüchtige Wut zu einer Verzweiflungstat hingerissen hatte, um Verständnis und Nachsicht. Auf diese Weise kann Staatsanwalt Leander, der fortan seine Fälle aus einem weniger verengten Blickwinkel betrachtet, verhindern, dass der von ihm Angeklagte ungerechterweise verurteilt wird und überdies den wahren Schuldigen des Mordes, dessen der Angeklagte vor Gericht bezichtigt wurde, offenbaren.

## Produktionsnotizen
Der Staatsanwalt klagt an passierte die Filmzensur am 6. März 1928 und wurde am 9. August desselben Jahres in Berlins Primus-Palast uraufgeführt. In Österreich lief der Film ab dem 14. Dezember 1928 unter dem Titel Der Henker. Der mit Jugendverbot belegte Siebenakter besaß eine Länge von 2363 Meter.
Die Filmbauten gestaltete Victor Trivas.

## Kritik
Die Österreichische Film-Zeitung schrieb: „Dies ist ein Problemfilm, kraftvoll und einprägsam. Infolgedessen löst er auch starke Wirkung aus. (…) Mit zupackender Lebendigkeit inszeniert und insbesondere durch die Hauptdarsteller, Bernhard Goetzke und die Lafayette sehr wirksam gespielt …  .“
Das Kino-Journal schrieb: „Sowohl das Problem an sich als auch die Darstellung sind von mächtig packender Wirkung. Götzkes groß angelegte Auffassung und der ergreifend mächtige mimische Ausdruck geben ein Bild großer szenischer Gewalt.“
Die Illustrierte Kronen-Zeitung fand mehrere Kritikpunkte, die den Wert dieser Inszenierung schmälern würden. Hier heißt es: „Ein packender, wirkungsverheißender Stoff, dessen sich auch gleich zwei Regisseure bemächtigt haben. (…) Aber statt einer doppelten Leistung brachten sie nur eine halbe zuwege, sie schildern nur äußere Vorgänge, Stimmung und Erlebnis muß man sich dazudenken. Die Wandlung des Staatsanwalts, seine Gewissensqualen der eigentliche, echt filmische Handlungskern sind nur knapp angedeutet, und erscheinen im übrigen geradezu gemütlich und sanft. Wäre nicht der Hauptdarsteller Bernhard Goetzke, der ganz ohne äußere Unterstützung alle Phasen der Entwicklung des zu warmer Menschlichkeit geführten Fanatikers glaubhaft verlebendigen könnte, wäre … der ganze Film ein Schlag in die Luft.“